# کلسیم آرسنات
کلسیم آرسنات (به انگلیسی: Calcium arsenate) با فرمول شیمیایی Ca۳As۲O۸ یک ترکیب شیمیایی با شناسه پاب‌کم ۲۴۵۰۱ است. که جرم مولی آن ۳۹۸٫۰۷۲ g/mol می‌باشد. شکل ظاهری این ترکیب، پودر سفید است.